# Mugur Isărescu

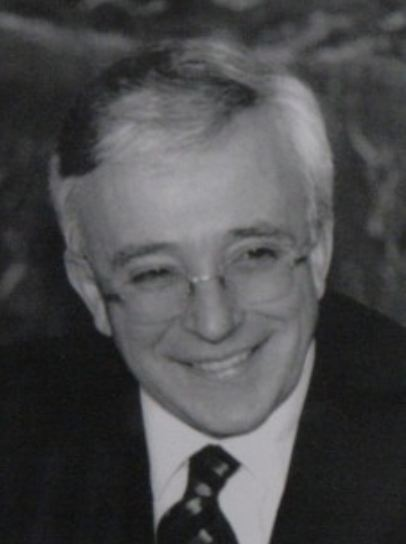
Mugur Isărescu

Constantin Mugur Isărescu (Drăgășani, 1 augustus 1949), is een Roemeens politicus en econoom.

## Achtergrond, opleiding en vroege carrière
Mugur Isărescu studeerde economie aan de Academie voor Economische Studies in Boekarest. In 1971 promoveerde hij. Van 1971 tot 1990 was hij hoofdonderzoeker en chef van het onderzoeksteam aan de Academie voor Economische Studies (Wereldeconomisch Instituut) en van 1975 tot 1989 was hij assistent-docent, later docent financiën, buitenlandse valuta en internationale economische relaties aan de Academie voor Economische Studies. Van 1980 tot 1989 was hij tevens docent aan de Volksuniversiteit en de Alexandru Ioan Cuza Universiteit, beiden gevestigd in Boekarest.
Mugur Isărescu deed na de Roemeense Revolutie (1989), waarbij dictator Nicolae Ceaușescu ten val kwam, zijn intrede in de diplomatieke dienst. In 1990 werkte hij op de Roemeense ambassade in Washington (Verenigde Staten). In september 1990 werd hij gouverneur van de Roemeense Nationale Bank, een functie die hij tot op de dag van vandaag - met uitzondering van zijn kortstondige premierschap - vervult.
Mugur Isărescu was van 1994 tot 1996 hoogleraar aan de Westelijke Universiteit van Timișoara. Sedert 1995 is hij hoogleraar aan de Academie voor Economische Studies.

## Premierschap
Mugur Isărescu werd op 16 december 1999 partijloos premier van Roemenië. Een functie die hij tot kort na de Roemeense parlementsverkiezingen van 2000 vervulde. Op 21 december 2000 werd hij vervangen door Adrian Năstase (Sociaaldemocratische Partij). Mugur Isărescu werd bij zijn afscheid benoemd tot Grootkruis in de Orde van de Ster van Roemenië.

## Club van Rome
Sinds 1993 is Mugur Isărescu lid van de Club van Rome en voorzitter van de Roemeense Associatie van de Club van Rome (herkozen in 1999).
Mugur Isărescu is ook vicevoorzitter van de Club van Gouverneurs van de Centrale Banken van Balkan-, Zwarte Zee- en Centraal-Aziatische Staten (1998).